# Under Wraps
Under Wraps ist das 15. Studioalbum der Progressive-Rock-Band Jethro Tull aus dem Jahr 1984.

## Besetzung
Jethro Tull spielte das Album mit Ian Anderson, Martin Barre, Peter-John Vettese und Dave Pegg ein. Under Wraps ist das einzige Jethro-Tull-Album ohne Schlagzeuger. Die meisten Kompositionen stammen, anders als bei Jethro Tull üblich, von Ian Anderson und Vettese, teilweise auch von Anderson, Vettese und Barre (Nobody’s Car und Paparazzi) oder – wie alle Texte – allein von Anderson (Lap of Luxury, Under Wraps # 1, European Legacy und Under Wraps # 2.)

## Geschichte
Die Band nahm das Album im Frühling 1984 auf. Bereits 1983 hatte Anderson mit Vettese sein Soloalbum Walk Into Light aufgenommen, das ebenfalls von dem Einsatz von Synthesizern geprägt war. Das Album erschien mit elf Songs als Langspielplatte; die Compact-Cassetten-Version enthielt vier weitere Stücke. Die 2005 veröffentlichte CD enthält in neuer Anordnung alle 15 Stücke.
Bei den Konzerten der Under Wraps-Tournee waren Musiker und Instrumente mit weißen Tüchern bedeckt, die Anderson zum Konzertbeginn entfernte. Als Schlagzeuger wurde Doane Perry verpflichtet, der bis zur Auflösung von Jethro Tull bei der Band blieb.
Nach Under Wraps nahm Jethro Tull drei Jahre lang kein Studioalbum mehr auf. Andersons Stimme hatte durch die gesanglich anspruchsvollen Stücke während der Tournee so gelitten, dass er dauerhaft Probleme mit seinem Kehlkopf bekam.
1990 erschien das Livealbum Live at Hammersmith ’84, das während der Under-Wraps-Tournee entstanden war, aber nur zwei der Stücke des Studioalbums enthält.

## Album
Under Wraps ist geprägt durch die ausgiebige Verwendung von Synthesizern und das Fehlen eines – physischen – Schlagzeugs. Mehrere Songtexte handeln von Spionagegeschichten zur Zeit des Kalten Krieges.

### LP-Version
Lap of Luxury ist ein rockiges Stück, in dem E-Gitarre und Synthesizer herausstechen. Der Narrator lebt in einfachen Verhältnissen, träumt aber von einem Leben im Luxus. Under Wraps # 1 ist ein schnelles, rockiges Stück mit Synthesizer, Flöte und Hintergrundgesang. Es ist als Liebeslied oder als Lied über eine Spionin interpretierbar. Der Sänger fühlt sich – dem Titel entsprechend – von einer geheimnisvollen Frau eingewickelt; am Schluss ist sie es aber, die im Bettlaken „eingewickelt“ ist. In European Legacy dominiert die Flöte von Beginn an; auch der Synthesizer wird eingesetzt. Die vier Strophen handeln von dem „europäischen Vermächtnis“ Nordschottlands; in der letzten Strophe ist es eine Frau, die wie zuvor der Narrator die Rolle des Hüters des Vermächtnisses übernimmt.
Das Stück Later, That Same Evening hat einen komplexen Rhythmus. Erneut ist der Synthesizer-Einsatz prägend. Anderson singt von einer Spionin, nach der er sich sehnt; sie fährt jedoch mit einem U-Boot fort. Saboteur ist schnell und rockig, teilweise aber auch nahe am Disco-Sound; Synthesizer und Flöte stehen im Vordergrund, und Barre spielt ein E-Gitarren-Solo. Das Stück handelt von einem Auftragsmörder, der vorgibt, kein „Saboteur“ sein zu wollen. Radio Free Moscow ist ein Popmusik-Stück mit Synthesizer. Der Titel bezieht sich ironisch auf die Sendeanstalten Radio Free Europe und Radio Moscow zur Zeit des „Kalten Krieges“, der Text kritisiert die propagandistische Rolle der Sender.
Nobody’s Car beginnt mit einem Flöten-Solo. Synthesizer und Flöte sind auch im Verlauf des Pop-Stücks als Soloinstrumente zu hören, daneben enthält es Passagen mit typischen Autogeräuschen. Das besungene Auto ist ein Wolga von KGB-Beamten (siehe auch: Schwarzer Wolga), das den Sänger in der Sowjetunion verfolgt, bis er sich den Agenten fügt. Die am Ende jeder Strophe stehende Formulierung „Intourist city“ spielt auf die sowjetische Reiseagentur Intourist an. Heat ist ein weiteres rockiges Stück, in dem die Flöte anfangs im Vordergrund steht und später zusammen mit dem Synthesizer eingesetzt wird. Ein Gesuchter wird aufgefordert, der „Hitze“ schnellstmöglich zu entfliehen.
Under Wraps # 2 ist eine akustische Version von Under Wraps # 1 und hat damit ein Alleinstellungsmerkmal auf diesem Album. Paparazzi ist ein Pop-Stück mit Synthesizer-Einsatz, in dem die Arbeit der Paparazzi auf einem Flughafen beschrieben wird. Apogee ist das längste Stück des Albums, jedoch kürzer als viele Jethro-Tull-Stücke auf anderen Alben. Der Synthesizer dominiert erneut; der Song ist wenig melodisch. Es handelt von einem Astronauten, der sich im Apogäum befindet und die Erde verlassen will. Zum Beginn und im weiteren Verlauf hört man Funkgespräche. Himmelskörper werden mit Narzissen verglichen – eine Anspielung auf ein Gedicht von William Wordsworth.

### Extratitel
Astronomy ist ein schnelles, rockiges Stück, das vom Synthesizer dominiert wird. Es handelt von einem Astronom, der fühlt, dass er das gesamte Universum steuern kann. Im Midtempo-Song Tundra stehen ebenfalls Synthesizer im Vordergrund, daneben wird die Flöte als Soloinstrument eingesetzt. Der Sänger beschreibt seine stehengelassenen Schneeschuhe und sein Fortgehen.
Automotive Engineering ist ein wenig melodisches, rockiges Stück, das von Flöte und Synthesizer dominiert wird und neue Techniken im Kraftfahrzeugbau beschreibt. Der Konstrukteur Ferdinand Porsche und die Rolle von Autos aus freudianischer Sicht werden ebenfalls thematisiert. General Crossing ist ein Pop-Rock-Stück mit Synthesizer, in dem ebenfalls der Rhythmus im Vordergrund steht. Ein General steht vor einem „Übergang“ – es stellt sich im Verlauf des Songs heraus, dass er zu den Sowjets überläuft.

## Artwork
Das Cover gestaltete John Pasche. Es zeigt eine schlanke, nackte Frau unter einem weißen Laken sowie eine stilisierte Darstellung der Majuskeln T, U, L und L in weißer Farbe auf blauem Grund. Bandname und Albumtitel stehen ebenfalls in Majuskeln am oberen Rand des Covers.
Auf der Rückseite sieht man das Laken, in der Mitte in vergrößerter Form das TULL-Emblem. Songtitel stehen oben auf der Seite, Credits unten.
Auf der inneren Hülle der LP-Version befindet sich das TULL-Emblem beidseitig in der Mitte, rundherum sind die einzelnen Liedtexte der jeweiligen Titel der LP-Seite abgedruckt.
Das TULL-Emblem wurde ansonsten nur auf dem Cover des 1990 erschienenen Albums Live at Hammersmith ’84 verwendet.

## Titelliste
Seite 1
1. Lap of Luxury (3:35)
2. Under Wraps # 1 (3:59)
3. European Legacy (3:23)
4. Later, That Same Evening (3:51)
5. Saboteur (3:31)
6. Radio Free Moscow (3:40)

Seite 2
1. Nobody’s Car (4:08)
2. Heat (5:37)
3. Under Wraps # 2 (2:14)
4. Paparazzi (3:47)
5. Apogee (5:28)

CD von 2005
1. Lap of Luxury (3:35)
2. Under Wraps # 1 (3:59)
3. European Legacy (3:23)
4. Later That Same Evening (3:51)
5. Saboteur (3:31)
6. Radio Free Moscow (3:40)
7. Astronomy (3:38)
8. Tundra (3:41)
9. Nobody’s Car (4:08)
10. Heat (5:37)
11. Under Wraps # 2 (2:14)
12. Paparazzi (3:47)
13. Apogee (5:28)
14. Automotive Engineering (4:05)
15. General Crossing (4:02)

## Rezeption

### Kritiken
Bei Allmusic erhielt die Originalausgabe einen von fünf möglichen Punkten.

### Chartplatzierungen
Under Wraps erreichte mit Rang neun eine Top-10-Platzierung in der Schweiz. Darüber hinaus erreichte es Chartplatzierungen in Deutschland (Rang 15), dem Vereinigten Königreich (Rang 18) sowie den Vereinigten Staaten (Rang 76).
Darüber hinaus platzierte sich Lap of Luxury auf Platz 30 in den britischen Charts.
| ChartsChartplatzierungen       | Höchstplatzierung | Wochen |
| ------------------------------ | ----------------- | ------ |
| Deutschland (GfK)              | 15 (10 Wo.)       | 10     |
| Schweiz (IFPI)                 | 9 (7 Wo.)         | 7      |
| Vereinigte Staaten (Billboard) | 76 (12 Wo.)       | 12     |
| Vereinigtes Königreich (OCC)   | 18 (5 Wo.)        | 5      |